# Nuncq-Hautecôte
Nuncq-Hautecôte ist eine französische Gemeinde mit 473 Einwohnern (Stand 1. Januar 2022) im Arrondissement Arras des Départements Pas-de-Calais. Sie liegt im Kanton Saint-Pol-sur-Ternoise und ist Mitglied des Kommunalverbandes Ternois. Dessen Einwohner werden Nuncquois genannt.
| Flers              | Écoivres, Framecourt | Sibiville |
| Boubers-sur-Canche | Kompass              |           |
| Ligny-sur-Canche   | Frévent              | Séricourt |

## Sehenswürdigkeiten

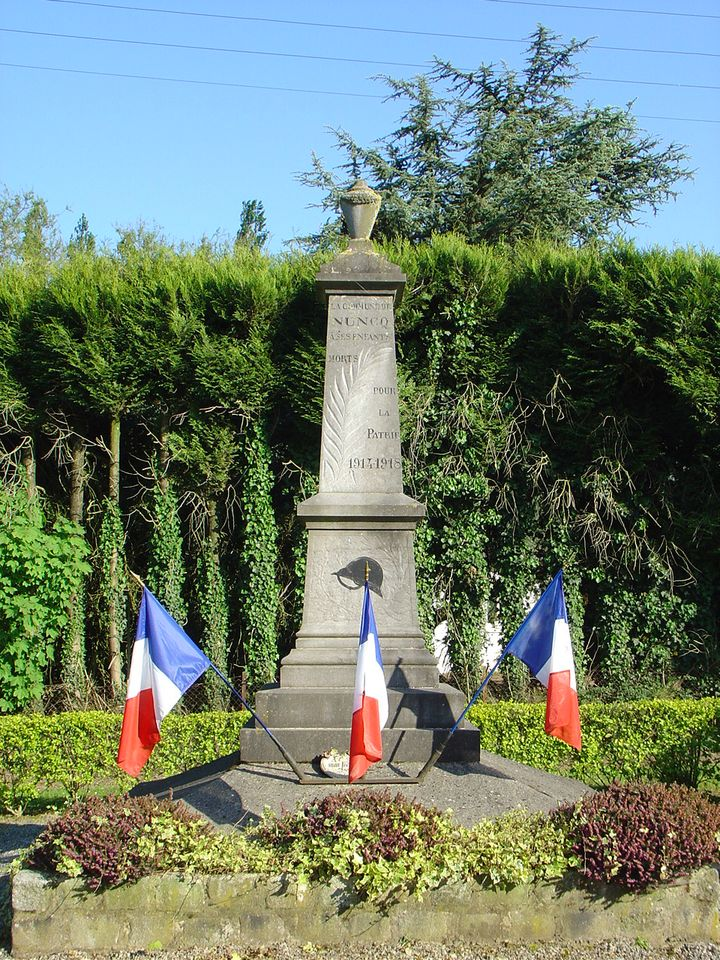
Kriegerdenkmal
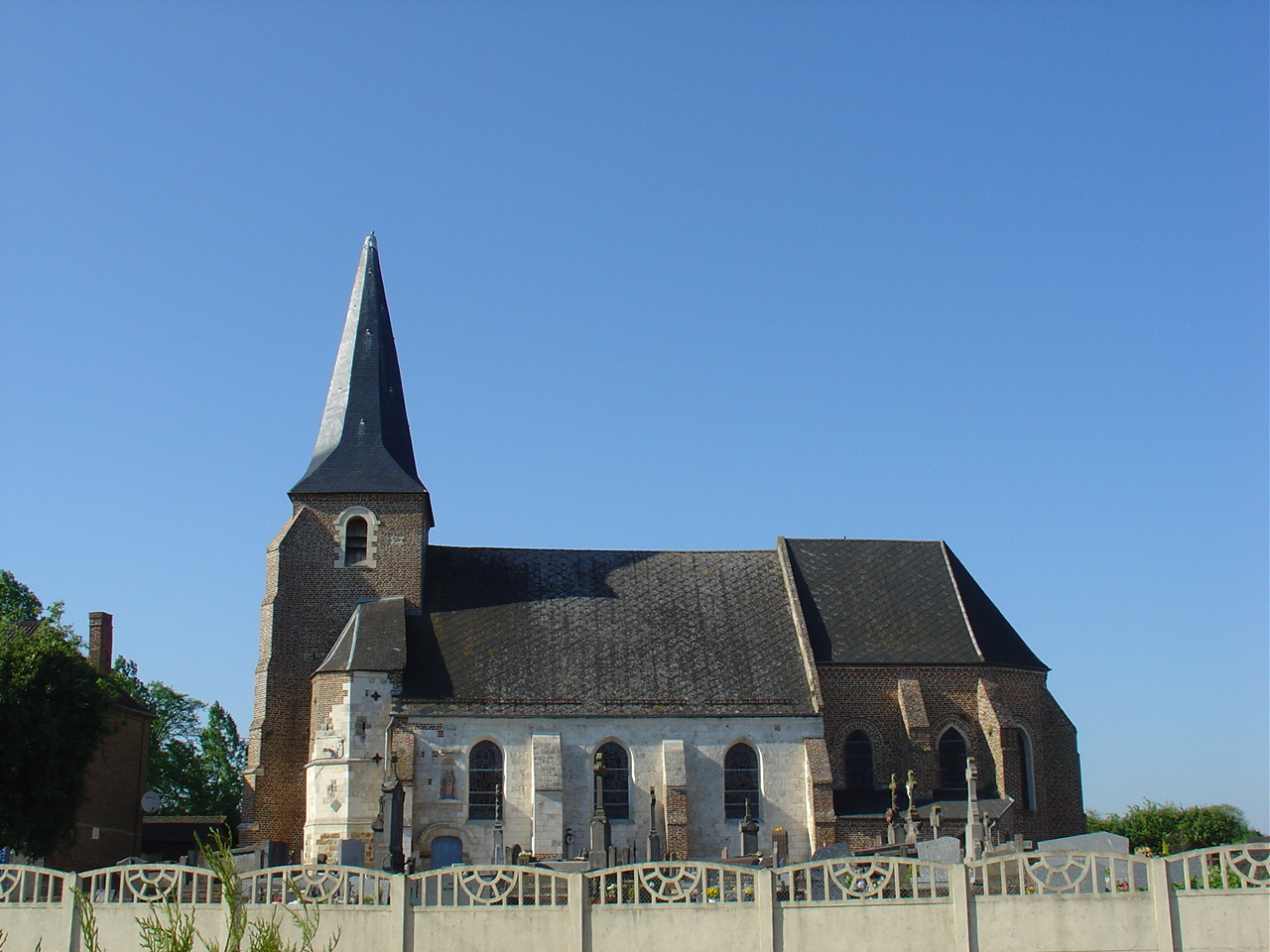
Kirche Saint-Michel